# فرناندو فيلالبوندو
فرناندو فيلالبوندو (بالإسبانية: Fernando Villalpando)‏ هو لاعب كرة قدم مكسيكي في مركز الهجوم، ولد في 2 سبتمبر 1996. لعب مع Mineros de Zacatecas ‏.